# Аконібе
Аконібе (ісп. Aconibe, Akonibe) — місто Екваторіальної Гвінеї в провінції Веле-Нзас, розташоване на материку (Ріо-Муні) на південному сході Екваторіальної Гвінеї. Це столиця однойменного округу.
Його переважно католицьке населення має святого Піо X своїм покровителем, свято відзначається щороку 21 серпня завдяки єпископу Леонсіо Фернандесу Галілею в 1957 році. Десять років до того, його сусіди побудували першу в країні школу з матеріалу (кора дерев і покрита ніпасом).
Аконібе є колискою розробки Основного закону Екваторіальної Гвінеї, затвердженого народним референдумом 15 серпня 1982 року.
Населення району переважно займається сільським господарством і вирізняється своєю гостинністю.

## Розташування
Місто розташоване приблизно в тридцяти кілометрах від кордону з Габоном.

## Населення
За даними перепису 1994 року, район Аконібе мав 9065 жителів, будучи на той час найменш заселеним районом країни після Нсорка.
Населення міста надзвичайно зросло за останні два десятиліття, у 2008 році воно становило приблизно 13 382 жителів, а на даний момент приблизно 20 105 жителів.
Переважна більшість населення розмовляє іспанською та іншими корінними африканськими мовами, тому переважає двомовність між іспанською та цими африканськими мовами.

## Географія

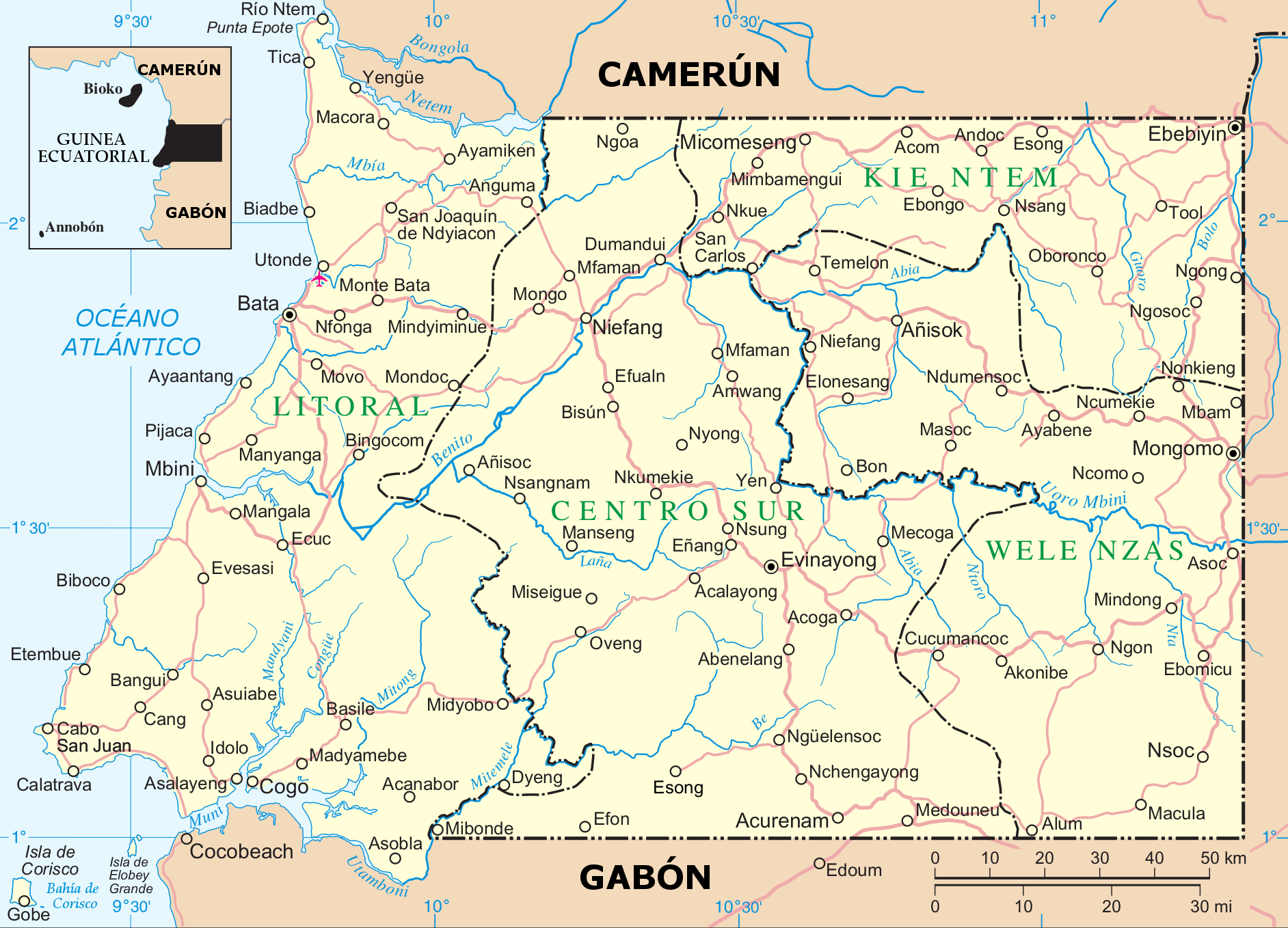

- Висота: 565 м над рівнем моря.
- Широта: 1º 18' пн.ш
- Довгота: 10º 56' E